# 首尔圣乐教会
首尔圣乐教会（韓語：서울성락교회）是韩国首尔的一座大型 教堂，由Ki Dong Kim牧师创立于1969年。2009年，该堂拥有17万名信徒.
Ki Dong Kim牧师是首尔圣乐教会的创始人。 他是一位诗人，出版了四本诗集，受邀参加了2008年麦德林第十八届国际诗歌节。